# Balambeed, Hangal
Balambeed là một làng thuộc tehsil Hangal, huyện Haveri, bang Karnataka, Ấn Độ.